# 523.
◄ | 5. stoljeće | 6. stoljeće | 7. stoljeće | ►
◄ | 490-ih | 500-ih | 510-ih | 520-ih | 530-ih | 540-ih | 550-ih | ►
◄◄ | ◄ | 520. | 521. | 522. | 523. | 524. | 525. | 526. | ► | ►►
Astronomija • Književnost • Kršćanstvo • Pravo • Promet

## Smrti
- 6. kolovoza – Hormizda, papa

## Vanjske poveznice
|  | Zajednički poslužitelj ima još gradiva o temi 523. |